# Atwood (Illinois)
Atwood ist eine Gemeinde (mit dem Status „Village“) im Douglas County und im Piatt County im US-amerikanischen Bundesstaat Illinois. Das U.S. Census Bureau hat bei der Volkszählung 2020 eine Einwohnerzahl von 1.116 ermittelt.

## Geografie
Atwood liegt auf 39°47′58″ nördlicher Breite und 88°27′44″ westlicher Länge und erstreckt sich über 1,61 km². Der Ort liegt in der Garrett Township des Douglas County und der Unity Township des Piatt County.
Benachbarte Orte von Atwood sind Garrett (4,6 km östlich), Arthur (10,6 km südlich), Pierson Station (7,4 km westlich) und Ivesdale (16,5 km nördlich).
Die nächstgelegenen größeren Städte sind Illinois’ Hauptstadt Springfield (116 km westlich), Chicago (272 km nordnordöstlich), Indianas Hauptstadt Indianapolis (201 km östlich), Evansville in Indiana (289 km südsüdöstlich) und St. Louis in Missouri (264 km südwestlich).

## Verkehr
Durch den Süden des Stadtgebietes von Atwood führt in West-Ost-Richtung der U.S. Highway 36. Von diesem zweigt die durch das Zentrum führende Illinois State Route 50 ab. Alle weiteren Straßen sind untergeordnete, teils unbefestigte Fahrwege sowie innerörtliche Straßen.
Parallel zum Highway 36 verläuft eine Eisenbahnlinie der CSX Transportation.
Die nächstgelegenen Flugplätze sind der 15,6 km östlich gelegene Tuscola Airport und der 45,5 km westlich gelegene Decatur Airport; die nächstgelegene Großflughäfen sind der 295 km nordnordöstlich gelegene O’Hare International Airport in Chicago, der 198 km östlich gelegene Indianapolis International Airport und der 277 km südwestlich gelegene Lambert-Saint Louis International Airport.

## Demografische Daten
Nach der Volkszählung im Jahr 2010 lebten in Atwood 1224 Menschen in 522 Haushalten. Die Bevölkerungsdichte betrug 760,2 Einwohner pro Quadratkilometer. In den 522 Haushalten lebten statistisch je 2,34 Personen.
Ethnisch betrachtet setzte sich die Bevölkerung zusammen aus 97,5 Prozent Weißen, 0,3 Prozent Afroamerikanern, 0,1 Prozent (eine Person) Asiaten sowie 0,5 Prozent aus anderen ethnischen Gruppen; 0,2 Prozent stammten von zwei oder mehr Ethnien ab. Unabhängig von der ethnischen Zugehörigkeit waren 1,4 Prozent der Bevölkerung spanischer oder lateinamerikanischer Abstammung.
23,3 Prozent der Bevölkerung waren unter 18 Jahre alt, 56,7 Prozent waren zwischen 18 und 64 und 20,0 Prozent waren 65 Jahre oder älter. 52,5 Prozent der Bevölkerung war weiblich.

Das mittlere jährliche Einkommen eines Haushalts lag bei 48.438 USD. Das Pro-Kopf-Einkommen betrug 23.405 USD. 4,0 Prozent der Einwohner lebten unterhalb der Armutsgrenze.